# Karasiówka
Die Karasiówka ist ein rechter Zufluss der Sanna in den Woiwodschaften Lublin und Karpatenvorland in Polen. Sie gehört damit dem Stromgebiet der Weichsel an.
Der Name des Gewässers wird von der Karausche, einem Süßwasserfisch, abgeleitet.

## Geografie
Die Karasiówka entspringt bei dem Dorf Rzeczyca Księża rund 10 km südlich von Kraśnik in der Woiwodschaft Lublin. Sie fließt von dort zunächst in südwestlicher Richtung, tritt in die Woiwodschaft Karpatenvorland ein, biegt nach Westnordwesten ab und verläuft etwa parallel zur Sanna, bis sie nach einem Lauf von 32,5 km Länge, nunmehr wieder in der Woiwodschaft Lublin, rechtsseitig in diese einmündet.